# Тангенс
Тангенс је тригонометријска функција изведена од синуса и косинуса. Дефиниција јој гласи:
{\displaystyle \operatorname {tg} \;x={\frac {\sin x}{\cos x}}={\frac {1}{\operatorname {ctg} \;x}}}